# Monica Stefania Baldi
Pour les articles homonymes, voir Baldi.
Monica Stefania Baldi, née le 26 avril 1959 à Pistoia, est une femme politique italienne membre de Forza Italia et ancienne parlementaire européenne.

## Biographie
Architecte et urbaniste, Monica Stefania Baldi commence son activité politique au sein de la Consulta Ambiente nationale et en tant que coordinatrice de la Consulta Regione Toscana Ambiente. Elle est également membre de la Consulta regionale femminile della Toscana. Dans les années 1980, elle est conseillère municipale de Pistoia et coordinatrice de la commission de l'urbanisme et des travaux publics (1981-1985). Elle est vice-présidente du comité provincial de la Croix-Rouge de Pistoia de 1989 à 1992.
Lors des élections européennes de 1994, elle est élue au Parlement européen sur les listes de Forza Italia ; jusqu'en 1999, elle occupe le poste de vice-présidente de la commission de la culture, de l'éducation, de la jeunesse et des sports. Elle est réélue aux élections européennes de 1999 dans la circonscription de l'Italie centrale et obtient 7 300 voix sans être élue.
Elle est ensuite élue à la Chambre des députés en 2001, au système proportionnel, dans la circonscription de Toscane. Pendant la législature, elle est secrétaire de la troisième commission pour les affaires étrangères et communautaires. Elle propose, sans suite, en tant que premier signataire, la création de l'Observatoire des femmes italiennes à l'étranger, de l'Observatoire pour la protection, la sécurité et la qualité du territoire historique et de l'environnement urbain dans les villes d'art et du Conseil pour la langue italienne.
Le 27 décembre 2007, elle reçoit la distinction de Grand Officier du Mérite de la République italienne.
Elle est membre de la CDA Anciens membres du Parlement européen, président de Pinocchioworld et président de l'association culturelle Pinocchio by the European Parliament. 
Pinocchioworld et président de l'association culturelle Pinocchio di Carlo Lorenzini.
Elle reprend une activité politique lors des élections européennes de 2019 en se présentant dans la circonscription d'Italie centrale pour Frères d'Italie, sans être élue.